# 束松峠
束松峠 （たばねまつとうげ）は、福島県河沼郡会津坂下町と同県耶麻郡西会津町の境にある峠。福島県道341号別舟渡線が経由している。峠の両側とも阿賀野川水系である。

## 概要
会津坂下町側の片門集落と、西会津町側の軽沢集落などとを結ぶ。ただし、現在、峠の直下をトンネルで通る磐越自動車道がある他は、舗装等の近代的な設備で峠の東側と西側を結ぶ道路は存在していない。越後街道の道筋、明治時代に作られた束松洞門などが存在している。現在、束松洞門は崩落が進んでいる。

## 束松について
天屋の束松とも言われる。これは旧越後街道沿いに特殊な樹形をしているアカマツがあるもので、福島県の天然記念物に指定されている。ただし、松枯れ等により枯れてしまったものもある。

## 越後街道
本峠は1611年の会津地震以降、会津若松と新発田を結ぶ越後街道の一部として利用されていた。峠付近には当時の一里塚（束松の一里塚）が現存している。ただし、明治時代に三島通庸によって改修された会津三方道路は当峠を経由しておらず、当峠の南に位置する藤峠を経由することになった。地元住民はこのような経緯から、再興のために前述の洞門を掘ったが、その後も後身にあたる現在の国道49号などは藤峠を経由している。また、磐越自動車道は当峠付近を束松トンネルで通過している。ただし、周辺には只見川近くに会津坂下インターチェンジがあるのみで、束松峠周辺のみの利用はできない。JR磐越西線は阿賀川沿いを経由しているため、当峠の付近は通過しない。

## その他
- 1869年、束松峠付近で、束松事件が起こった。